# لي روبرت ديفيس
لي روبرت ديفيس (بالإنجليزية: Leigh Robert Davis)‏ هو شاعر نيوزيلندي، ولد في 20 يونيو 1955، وتوفي في 3 أكتوبر 2009.